# 盧扎內

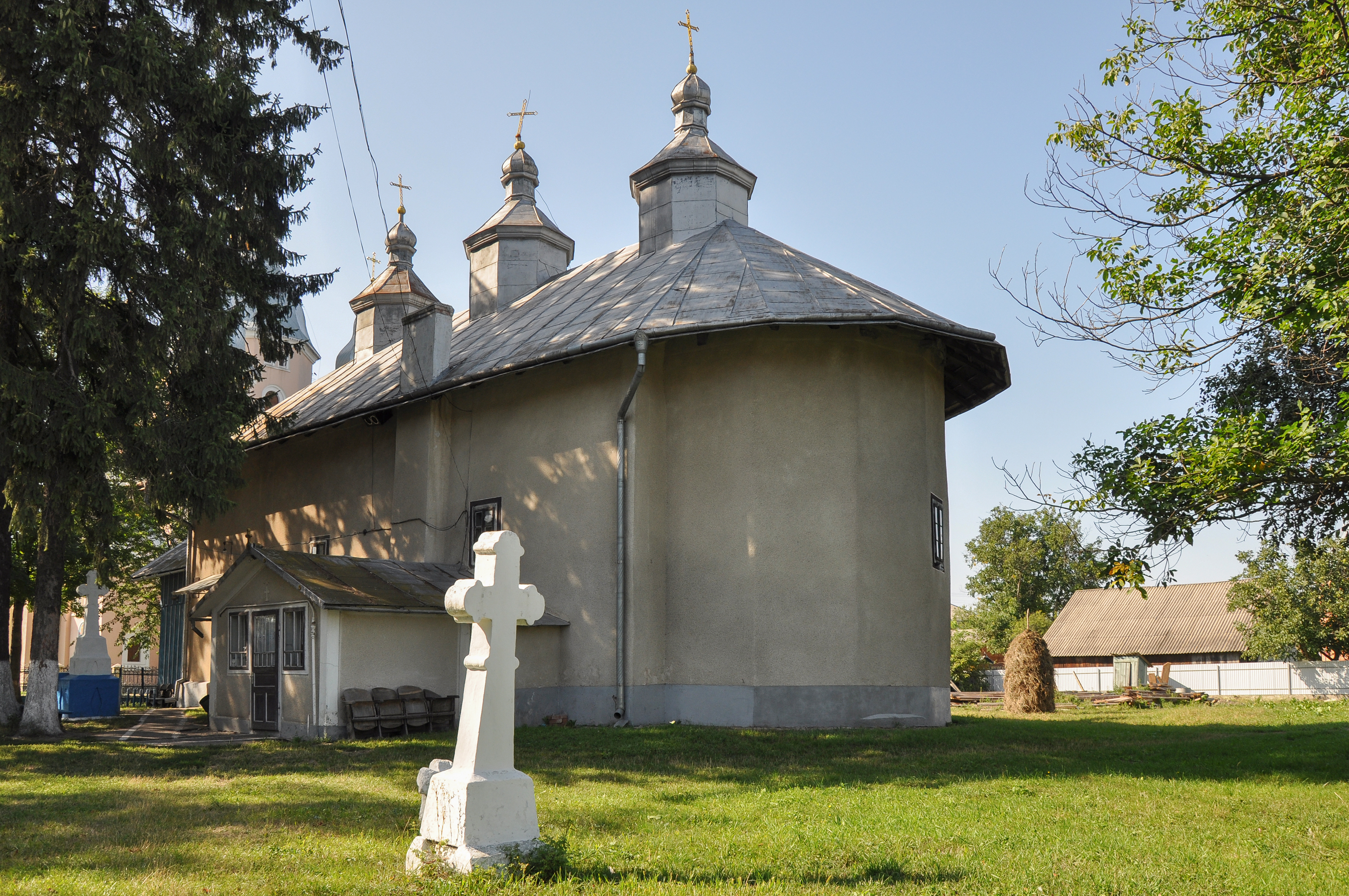
当地教堂

盧扎內（羅馬化：Luzhany）是烏克蘭西南部切爾諾夫策州切尔诺夫策区马马伊夫齐市镇内的市級鎮。處於切爾諾夫策西北面13公里的普魯特河畔，始建於1452年，海拔高度179米，2012年人口4,761。